# 寒川町立旭が丘中学校
寒川町立旭が丘中学校（さむかわちょうりつ あさひがおかちゅうがっこう）は、神奈川県高座郡寒川町にある公立中学校。

## 概要
1972年(昭和47年)寒川町立寒川中学校より分離独立するかたちで誕生した。寒川町内では2番目の中学校として開校した。寒川町立の小中学校では5番目である。

## 沿革
- 1972年4月1日 - 寒川町立旭が丘中学校として設置。
- 1972年7月1日 - 標準服制定。
- 1972年9月7日 - 技術教室竣工。
- 1972年11月10日 - 校章制定。
- 1972年12月20日 - 第2期増築工事竣工。(普通教室6、理科・調理・被服・音楽室)
- 1973年4月12日 - 開校記念日として制定。
- 1974年2月15日 - 体育館竣工。
- 1974年3月6日 - 校旗堆戴式・校歌発表会。
- 1974年3月20日 - 第3期工事 管理棟竣工。(職員室・校長室・事務・保健・図書・視聴覚・美術室)
- 1974年7月31日 - 校庭散水設置工事。
- 1977年10月7日 - 「英語指導の工夫」についてTVKによる取材撮影。
- 1979年3月20日 - 夜間照明灯を校庭に設置。
- 1981年3月19日 - 第4期増築校舎竣工。(普通教室6、特別教室4)
- 1990年7月21日 - 北棟・南棟一部外装工事。
- 1991年8月1日 - 北棟内部大規模改修工事、体育館内部外部大規模改修工事。
- 1992年3月17日 - コンピュータ室完成検査。
- 1993年3月15日 - 校庭東側、南側一部フェンス嵩上げ。
- 1998年11月13日 - 科学技術財団より「市町村アイディア賞奨励賞」を受ける。
- 2000年8月1日 - 南棟内部大規模改修工事。
- 2003年1月8日 - 東京電力より「サイエンスグランプリ学校賞」を受ける。
- 2003年8月31日 - 北棟トイレ改修工事、耐震工事。グランド一部改修工事。東側フェンス改修工事。
- 2004年8月 - 南棟スピーカー取り替え工事。体育館放送機器取り替え工事。
- 2005年7月 - 北棟3・4階窓手すり取り付け工事。体育館耐震強度検査。
- 2006年7月 - 体育館耐震工事。技術棟屋根塗装工事。インターネット光ケーブル設置工事。
- 2006年8月17日 - 第36回全国中学校剣道大会出場。
- 2006年8月18日 - 第37回全国中学校柔道大会出場
- 2009年7月 - 南棟耐震工事。
- 2009年8月24日 - 第40回全国中学校柔道大会出場。
- 2010年7月 - 技術棟耐震工事。
- 2010年8月19日 - 第41回全国中学校柔道大会ベスト16。
- 2011年3月11日 - 東日本大震災発生。建物、生徒被害なし。
- 2011年3月 - 特別支援学級開設に伴う工事。
- 2012年5月25日 - パナソニック教育財団より「パナソニック助成金」一般助成を受ける。

## 学校教育目標
確かな力を 仲間とともに

## 部活動
運動部
- 野球部
- サッカー部
- 陸上競技部
- 剣道部
- 卓球部
- バスケットボール部
- ソフトテニス部男子
- ソフトテニス部女子
- バレーボール部

文化部
- 吹奏楽部
- 手芸部
- 調理家政部
- 邦楽部
- 科学部
- イラスト文芸部
- 美術部
- パソコン部

## 行事
- 4月-入学式
- 5月-遠足(1学年)、野外活動(2学年)、修学旅行(3学年)
- 7月-総合体育大会
- 9月-文化部発表会、体育祭
- 10月-合唱祭
- 3月-卒業式

## 制服
男子
- 紺ブレザー・ワイシャツ

女子
- 紺ブレザー・スカート・ベスト・ワイシャツ

## 施設
- 北棟4階建て
- 南棟3階建て
- 技術棟1階建て
- 体育館
- グランド

## 校名
校名は、寒川町の広報によって公募し、多数の応募の中から一部改正して教育委員会で「旭が丘」と決定した。

## 校章
1972年(昭和47年)11月10日に制定される。一般より公募し、寒川町立寒川中学校の卒業生で小田原城北工業高校デザイン科在学中(当時)の女子生徒によって考案されたものである。秀麗な富士山、滔々と流れる相模川をかたどってその中に旭中があり、またその人型の中央に旭中あって「人間相互の協和と団結」を象徴したものである。

## アクセス
- 最寄り駅：JR相模線宮山駅

## 著名な出身者
- 阿久津貴志（元サッカー選手）
- 新井淳平（小説家）
- 畠山紗英 (BMX2020年東京オリンピック日本代表)
- 甲萌香（バレーボール選手：NECレッドロケッツ）